# Adalberto Costa Júnior
Adalberto Costa Júnior (Kuito, 8 de mayo de 1962) es un político angoleño, actual presidente del partido Unión Nacional para la Independencia Total de Angola (UNITA) y miembro de la Asamblea Nacional de Angola.

## Primeros años
Se formó en ingeniería electrotécnica en el Instituto Superior de Engenharia do Porto y en ética pública en la Universidad Gregoriana de Roma.

## Carrera política
En noviembre de 2019, Júnior fue elegido presidente de la UNITA, poniendo fin al mandato de 16 años de Isaias Samakuva. En 2021 fue elegido como candidato a las elecciones generales de Angola de 2022 al frente de la coalición de los principales partidos de oposición Frente Patriótico Unido.

## Posiciones políticas
Costa Júnior ha hecho campaña contra la corrupción política. Fue ahijado de Jonas Savimbi.